# Stazione di Cavalese
La stazione di Cavalese è stata una stazione ferroviaria posta lungo la ex linea ferroviaria a scartamento ridotto Ora-Predazzo chiusa il 10 gennaio 1963, a servizio del comune di Cavalese.

## Strutture e impianti
La stazione era composta da un fabbricato viaggiatori, un magazzino merci e quattro binari. A novembre 2015 rimane solo il fabbricato adibito a stazione degli autobus mentre i quattro binari sono stati smantellati e il magazzino merci è stato demolito negli anni novanta.